# Brixia Tour 2006
Il Brixia Tour 2006, sesta edizione della corsa, si svolse in quattro tappe dal 20 al 23 luglio 2006, per un percorso totale di 673,8 km. Ad imporsi fu l'italiano della Gerolsteiner Davide Rebellin, che terminò la gara in 16h07'20".

## Tappe
| Tappa  | Data      | Percorso                                    | km    | Vincitore di tappa | Leader cl. generale |
| ------ | --------- | ------------------------------------------- | ----- | ------------------ | ------------------- |
| 1ª     | 20 luglio | San Vigilio di Concesio > Toscolano Maderno | 178,8 | Davide Rebellin    | Davide Rebellin     |
| 2ª     | 21 luglio | Buffalora > Passo Maniva                    | 152   | Félix Cárdenas     | Davide Rebellin     |
| 3ª-1ª  | 22 luglio | Pisogne > Darfo Boario Terme                | 101,8 | Danilo Napolitano  | Davide Rebellin     |
| 3ª-2ª  | 22 luglio | Pian Camuno > Saviore dell'Adamello         | 63,3  | Giuliano Figueras  | Davide Rebellin     |
| 4ª     | 23 luglio | Bassano Bresciano > Palazzolo sull'Oglio    | 177,9 | Paride Grillo      | Davide Rebellin     |
| Totale | Totale    | Totale                                      | 673,8 |                    |                     |

## Squadre e corridori partecipanti
Si iscrissero alla competizione venti squadre, composte ciascuna da otto corridori. Cinque di queste formazioni avevano licenza UCI Pro Tour, undici rientravano nella fascia UCI Professional Continental e le restanti quattro in quella UCI Continental.
| N.    | Cod. | Squadra                         |
| ----- | ---- | ------------------------------- |
| 1-8   | PAN  | Ceramiche Panaria-Navigare      |
| 11-18 | LAM  | Lampre-Fondital                 |
| 21-28 | GST  | Gerolsteiner                    |
| 31-38 | MRM  | Team Milram                     |
| 41-48 | DVL  | Davitamon-Lotto                 |
| 51-58 | LIQ  | Liquigas                        |
| 61-68 | ASA  | Acqua & Sapone                  |
| 71-78 | FLM  | Ceramica Flaminia               |
| 81-88 | NSM  | Naturino-Sapore di Mare         |
| 91-98 | AGC  | 3C Casalinghi Jet-Androni Gioc. |

| N.      | Cod. | Squadra                          |
| ------- | ---- | -------------------------------- |
| 101-108 | TEN  | Tenax-Salmilano                  |
| 111-118 | BAR  | Barloworld                       |
| 121-128 | CLM  | Selle Italia-Serr. Diquigiovanni |
| 131-138 | ODL  | OTC Doors-Lauretana              |
| 141-148 | LPR  | Team LPR                         |
| 151-158 | MIE  | Miche                            |
| 161-168 | UNI  | Unibet.com                       |
| 171-178 | AMO  | Amore & Vita-McDonald's          |
| 181-188 | ADR  | Adria Mobil                      |
| 191-198 | KOF  | Tinkoff Restaurants              |

## Dettagli delle tappe

### 1ª tappa
- 20 luglio: San Vigilio di Concesio > Toscolano Maderno – 178,8 km

Risultati
| Pos. | Corridore         | Squadra      | Tempo    |
| ---- | ----------------- | ------------ | -------- |
| 1    | Davide Rebellin   | Gerolsteiner | 4h10'48" |
| 2    | Giuliano Figueras | Lampre       | a 22"    |
| 3    | Paolo Valoti      | Team LPR     | a 45"    |

| Pos. | Corridore         | Squadra      | Tempo    |
| ---- | ----------------- | ------------ | -------- |
| 1    | Davide Rebellin   | Gerolsteiner | 4h10'38" |
| 2    | Giuliano Figueras | Lampre       | a 26"    |
| 3    | Paolo Valoti      | Team LPR     | a 51"    |

### 2ª tappa
- 21 luglio: Buffalora > Passo Maniva – 152 km

Risultati
| Pos. | Corridore      | Squadra      | Tempo    |
| ---- | -------------- | ------------ | -------- |
| 1    | Félix Cárdenas | Barloworld   | 3h49'30" |
| 2    | Santo Anzà     | Selle Italia | a 1'12"  |
| 3    | Marco Marzano  | Lampre       | a 1'14"  |

| Pos. | Corridore       | Squadra      | Tempo    |
| ---- | --------------- | ------------ | -------- |
| 1    | Davide Rebellin | Gerolsteiner | 8h01'27" |
| 2    | Santo Anzà      | Selle Italia | a 42"    |
| 3    | Marco Marzano   | Lampre       | a 46"    |

### 3ª tappa-1ª semitappa
- 22 luglio: Pisogne > Darfo Boario Terme – 101,8 km

Risultati
| Pos. | Corridore         | Squadra      | Tempo    |
| ---- | ----------------- | ------------ | -------- |
| 1    | Danilo Napolitano | Lampre       | 2h21'10" |
| 2    | Enrico Degano     | Barloworld   | s.t.     |
| 3    | Paride Grillo     | Cer. Panaria | s.t.     |

| Pos. | Corridore       | Squadra      | Tempo     |
| ---- | --------------- | ------------ | --------- |
| 1    | Davide Rebellin | Gerolsteiner | 10h22'32" |
| 2    | Santo Anzà      | Selle Italia | a 47"     |
| 3    | Marco Marzano   | Lampre       | a 49"     |

### 3ª tappa-2ª semitappa
- 22 luglio: Pian Camuno > Saviore dell'Adamello – 63,3 km

Risultati
| Pos. | Corridore          | Squadra    | Tempo    |
| ---- | ------------------ | ---------- | -------- |
| 1    | Giuliano Figueras  | Lampre     | 1h42'06" |
| 2    | Przemysław Niemiec | Miche      | a 18"    |
| 3    | Félix Cárdenas     | Barloworld | s.t.     |

| Pos. | Corridore        | Squadra      | Tempo     |
| ---- | ---------------- | ------------ | --------- |
| 1    | Davide Rebellin  | Gerolsteiner | 12h04'58" |
| 2    | Marco Marzano    | Lampre       | a 49"     |
| 3    | Ruslan Pidhornyj | Tenax        | a 1'22"   |

### 4ª tappa
- 23 luglio: Bassano Bresciano > Palazzolo sull'Oglio – 177,9 km

Risultati
| Pos. | Corridore         | Squadra      | Tempo    |
| ---- | ----------------- | ------------ | -------- |
| 1    | Paride Grillo     | Cer. Panaria | 4h01'53" |
| 2    | Simone Cadamuro   | Team Milram  | s.t.     |
| 3    | Crescenzo D'Amore | Acqua & Sap. | s.t.     |

| Pos. | Corridore        | Squadra      | Tempo     |
| ---- | ---------------- | ------------ | --------- |
| 1    | Davide Rebellin  | Gerolsteiner | 16h07'20" |
| 2    | Marco Marzano    | Lampre       | a 49"     |
| 3    | Ruslan Pidhornyj | Tenax        | a 1'22"   |

## Classifiche finali

### Classifica generale - Maglia azzurra
| Pos. | Corridore            | Squadra      | Tempo     |
| ---- | -------------------- | ------------ | --------- |
| 1    | Davide Rebellin      | Gerolsteiner | 16h07'20" |
| 2    | Marco Marzano        | Lampre       | a 20"     |
| 3    | Ruslan Pidhornyj     | Tenax        | a 53"     |
| 4    | Emanuele Sella       | Cer. Panaria | a 1'08"   |
| 5    | Giovanni Visconti    | Team Milram  | a 1'31"   |
| 6    | Przemysław Niemiec   | Miche        | a 1'39"   |
| 7    | Jamie Burrow         | OTC Doors    | a 1'50"   |
| 8    | Santo Anzà           | Selle Italia | a 1'59"   |
| 9    | Wim Van Huffel       | Davitamon    | a 2'12"   |
| 10   | Massimiliano Gentili | Naturino     | a 2'23"   |